# مادر (فیلم ۲۰۱۴)
«مادر» (انگلیسی: Mother (2014 film)) یک فیلم است.